# De kallar oss roliga
De kallar oss roliga var en svensk dokumentärserie som sändes på Kanal 9 våren 2010. Programledare var Henrik Schyffert och Klara Zimmergren.
I varje program besökte programledarna flera kända svenska stå upp-komiker eller komikerskådespelare och intervjuade dem om deras liv och karriärer. I premiärprogrammet besöktes Gösta Ekman d.y., och Schyffert besökte även Stefan & Krister i ett annat avsnitt. Programmet visade också upp en allvarlig sida av komikerna, om hur hårt de arbetat för att få sin dagliga status och ställning och hur periodvis svårt det har varit. Stefan & Krister berättade bland annat om det hårda tempo de arbetat i som slutligen fick Krister att dra sig tillbaka från scenen.